# Tharman Shanmugaratnam
Tharman Shanmugaratnam (ur. 25 lutego 1957 w Singapurze) – singapurski polityk i ekonomista, prezydent Singapuru od 14 września 2023 roku.

## Życiorys
W 1981 roku uzyskał stopień Bachelor of Science na London School of Economics, tytuł magistra ekonomii uzyskał na University of Cambridge. Ukończył także studia z zakresu administracji publicznej na Uniwersytecie Harvarda.
Był członkiem Partii Akcji Ludowej. W latach 2003–2008 pełnił funkcję ministra edukacji Singapuru, a w latach 2007–2015 funkcję ministra finansów. W latach 2011–2019 był także wicepremierem, w 2011 roku objął funkcję prezesa Monetary Authority of Singapore. Od 2019 roku pełnił funkcję ministra seniora, pełnił także funkcję ministra koordynującego politykę społeczną. 7 lipca 2023 roku zrezygnował z wszystkich funkcji by wystartować w wyborach prezydenckich w 2023 roku. 2 września 2023 wybrany na dziewiątego z kolei prezydenta Singapuru, uzyskując 70,41 % głosów w wyborach powszechnych. Zaprzysiężony na stanowisku 14 września 2023.
Pracował także w instytucjach Międzynarodowego Funduszu Walutowego, grup G20 i G30, był także doradcą w Organizacji Narodów Zjednoczonych. Od 2019 roku pełnił funkcję współprzewodniczącego Global Education Forum, jest także członkiem zarządu Światowego Forum Ekonomicznego.